# Sofitel

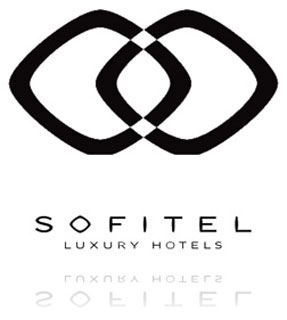

Sofitel es una cadena de hoteles franceses de lujo que se encuentra en los 5 continentes con más de 120 establecimientos en casi 40 países. Sofitel ofrece hoteles y resorts contemporáneos los cuales se adecuan a los consumidores más exigentes y versátiles que buscan y aprecian la belleza, la calidad y la excelencia. Todos los hoteles Sofitel ofrecen la experiencia del “arte del buen vivir” ya sea si su ubicación es en el corazón de grandes ciudades como París, Londres, Nueva York, Shanghái, Pekín, Ciudad de México o Buenos Aires, o en los paisajes de Marruecos, Egipto, la Polinesia Francesa o Tailandia. 

## Hoteles

### Argentina
- Sofitel Buenos Aires
- Sofitel La Reserva Cardales (Campana)

### MéxicoMéxico
- Sofitel Ciudad de México

### BrasilBrasil
- Sofitel Guarujá Sao Paulo
- Sofitel Río de Janeiro Copacabana
- Sofitel Florianópolis

### ColombiaColombia
- Sofitel Bogotá Victoria Regia
- Sofitel Legend Santa Clara Cartagena,

Sofitel Baru Calablanca Cartagena de Indias, Colombia

### EgiptoEgipto
- Sofitel Cairo El Gezirah, Gezira, Egipto

### Estados Unidos
- Sofitel Chicago Water Tower, Chicago, Illinois, Estados Unidos, Chicago
- Sofitel New York Hotel, Estados Unidos, Nueva York

### India
- Sofitel Mumbai BKC, Mumbai

### Emiratos Árabes UnidosEAU
- Sofitel Corniche, Abu Dhabi
- Sofitel The Palm, Dubai
- Sofitel Dubai Obelisk

### MalasiaMalasia
- Sofitel Damansara, Kuala Lumpur

### SingapurSingapur
- Sofitel Sentosa Resort
- Sofitel Singapore City

### BahamasBahamas
- Sofitel Zallaq Springs, Manama

### MarruecosMarruecos
- Sofitel Rabat, Marruecos, Rabat

- Sofitel Marrakech Marruecos, Marrakech

- Sofitel Medik Marruecos, Tánger

### Reino UnidoReino Unido
- Sofitel St. James, Londres, Reino Unido

### UruguayUruguay
- Sofitel Montevideo Casino Carrasco & Spa, Montevideo, Uruguay[1]

### VietnamVietnam
- Sofitel Metropole, Hanói, Vietnam

Sofitel Casco viejo Panamá